# Gambie aux Jeux olympiques d'été de 2008
La Gambie participe aux Jeux olympiques d'été de 2008 à Pékin.

## Athlètes engagés

### Athlétisme

#### Hommes
| Athlète         | Épreuve    | Séries  | Séries | Quarts de finale | Quarts de finale | Demi-finales | Demi-finales | Finale | Finale |
| Athlète         | Épreuve    | Temps   | Rang   | Temps            | Rang             | Temps        | Rang         | Temps  | Rang   |
| --------------- | ---------- | ------- | ------ | ---------------- | ---------------- | ------------ | ------------ | ------ | ------ |
| Suwaibou Sanneh | 100 mètres | 10 s 52 | 5e     | -                | -                | -            | -            | -      | -      |

#### Femmes
| Épreuve    | Athlète      | Séries   | Séries | Quarts de finale | Quarts de finale | Demi-finales | Demi-finales | Finale   | Finale |
| Épreuve    | Athlète      | Résultat | Rang   | Résultat         | Rang             | Résultat     | Rang         | Résultat | Rang   |
| ---------- | ------------ | -------- | ------ | ---------------- | ---------------- | ------------ | ------------ | -------- | ------ |
| 100 mètres | Fatou Tiyana | 12.25    | 7e     | -                | -                | -            | -            | -        | -      |

### Boxe
- Badou Jack

| Athlète    | Catégorie            | 16e de finale       | 8e de finale        | Quart de finale     | Demi-finale         | Finale              |
| Athlète    | Catégorie            | Adversaire Résultat | Adversaire Résultat | Adversaire Résultat | Adversaire Résultat | Adversaire Résultat |
| ---------- | -------------------- | ------------------- | ------------------- | ------------------- | ------------------- | ------------------- |
| Badou Jack | Poids moyens (-75Kg) | Singh Défaite 2-13  | -                   | -                   | -                   | -                   |

## Liste des médaillés

### Médailles d'Or
| Sport            | Discipline | Sportifs | Performance |
| Médailles d'or : |            |          |             |

### Médailles d'Argent
| Sport                | Discipline | Sportifs | Performance |
| Médailles d'argent : |            |          |             |

### Médailles de Bronze
| Sport                 | Discipline | Sportifs | Performance |
| Médailles de bronze : |            |          |             |